# Polska Partia Socjalistyczna – Wolność, Równość, Niepodległość (III Rzeczpospolita)
Polska Partia Socjalistyczna – Wolność, Równość, Niepodległość – polska niepodległościowa partia socjalistyczna. Utworzona została 1 maja 1990 roku przez działaczy emigracyjnej PPS, którzy nie chcieli zgodzić się na zjednoczenie z krajową PPS (m.in.: Janusz Zawadzki z Wielkiej Brytanii, Piotr Droździk z Francji). Rok później powstało krajowe odgałęzienie PPS WRN, tworzone przez takich działaczy jak Michał Tabaczar z Warszawy, czy krakowska grupa skupiona wokół pisma „Naprzód” (Leszek Florczyk). Ugrupowania te połączyły się 2 lipca 1993 roku. Sekretarzem generalnym PPS WRN został Władysław Panek. Partia dysponowała Okręgowymi Komitetami Robotniczymi w Warszawie i Krakowie. Organem partii był miesięcznik „Naprzód Robotniczy”.
Wiosną 1994 roku partia została wzmocniona przez grupę secesjonistów z PPS, sprzeciwiających się połączeniu z ugrupowaniem Edwarda Osóbki-Morawskiego (m.in. wiceprzewodniczący CKW Bronisław Jędrzejowski). W wyborach prezydenckich 1995 roku partia ogłosiła swe poparcie dla Tadeusza Zielińskiego.